# Бухајешти (Васлуј)
Бухајешти (рум. Buhăiești) насеље је у Румунији у округу Васлуј у општини Вултурешти. Oпштина се налази на надморској висини од 132 m.

## Становништво
Према подацима из 2002. године у насељу је живело 941 становника, од којих су сви румунске националности.